# Aleš Chvalovský
Aleš Chvalovský (* 29. května 1979) je bývalý český fotbalový brankář, syn bývalého fotbalového funkcionáře Františka Chvalovského. Mistr Evropy hráčů do 21 let z roku 2002.

## Klubová kariéra
Aleš Chvalovský v mládí hrál za týmy FK Chmel Blšany, Dukla Praha, SK Rakovník, SK Slavia Praha, Liverpool FC a Marine FC. V sezóně 1998/99 začal působit v seniorském profesionálním týmu Blšan, v následující sezóně byl již klubovou brankářskou jedničkou. V sezóně 2000/01 odehrál několik zápasu za rezervu VfB Stuttgart, poté se však vrátil do Blšan, kde působil do roku 2005. Poté přestoupil do kyperského týmu Apollon Limassol.
V roce 2003 měl podepsat smlouvu s francouzským klubem FC Rouen, k transferu ale nakonec nedošlo.

## Reprezentační kariéra
Zúčastnil se Mistrovství Evropy hráčů do 21 let v roce 2002 ve Švýcarsku, kde česká reprezentační jedenadvacítka vyhrála svůj premiérový titul, když ve finále porazila Francii na pokutové kopy. Byl rezervním brankářem.
Na olympijských hrách v roce 2000 v Sydney odchytal zápas proti Kamerunu (remíza 1:1).

## Úspěchy

### Klubové
- 1× vítěz kyperské ligy (2005/06)
- 1× vítěz kyperského poháru (2009/10)
- 1× vítěz kyperského superpoháru (2006)

### Reprezentační
- stříbro z ME U21 (2000)
- zlato z ME U21 (2002)

### Individuální
- Nejlepší hráč kyperské ligy 2005/06